# معمودية يسوع

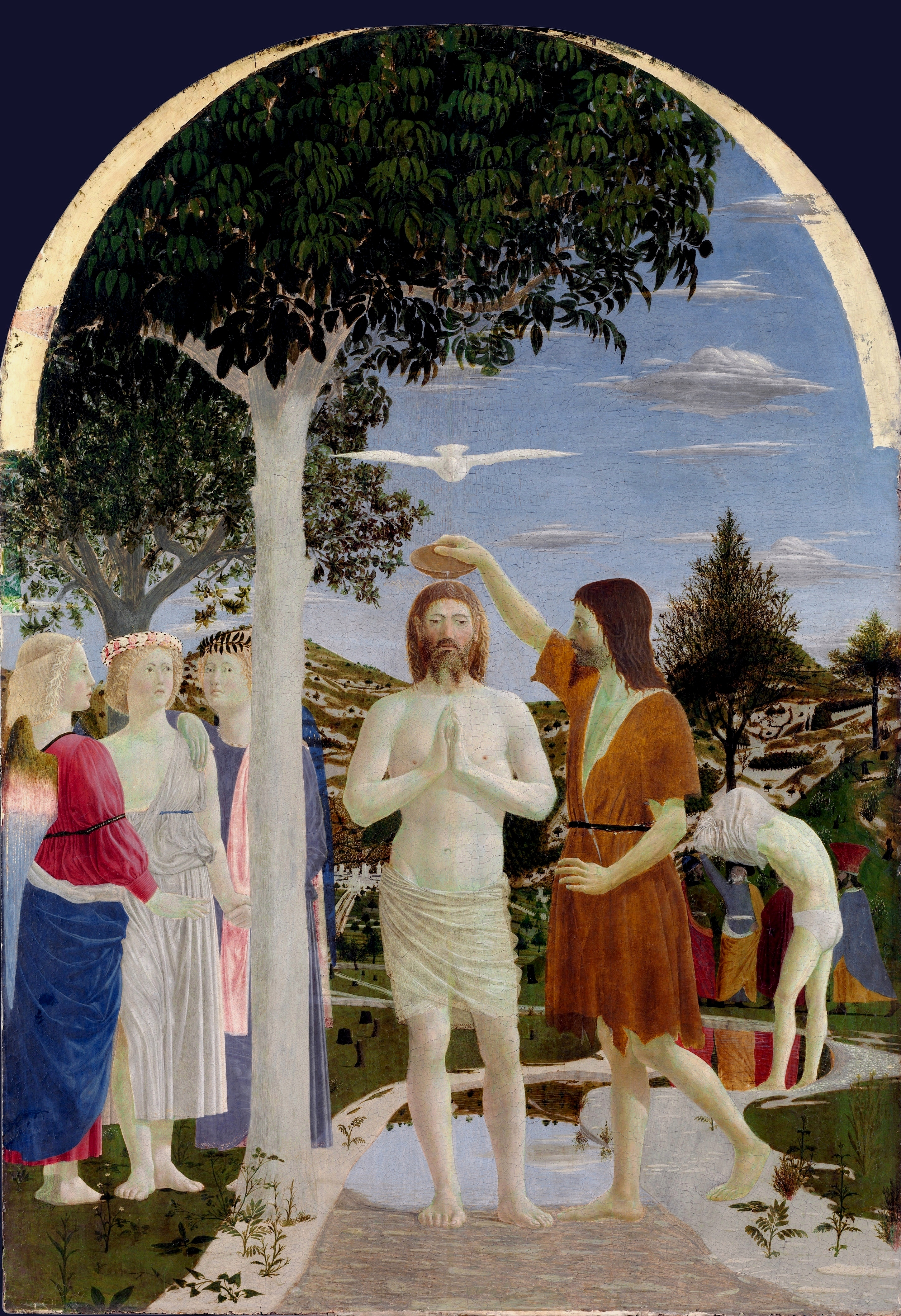
أيقونة عماد المسيح.

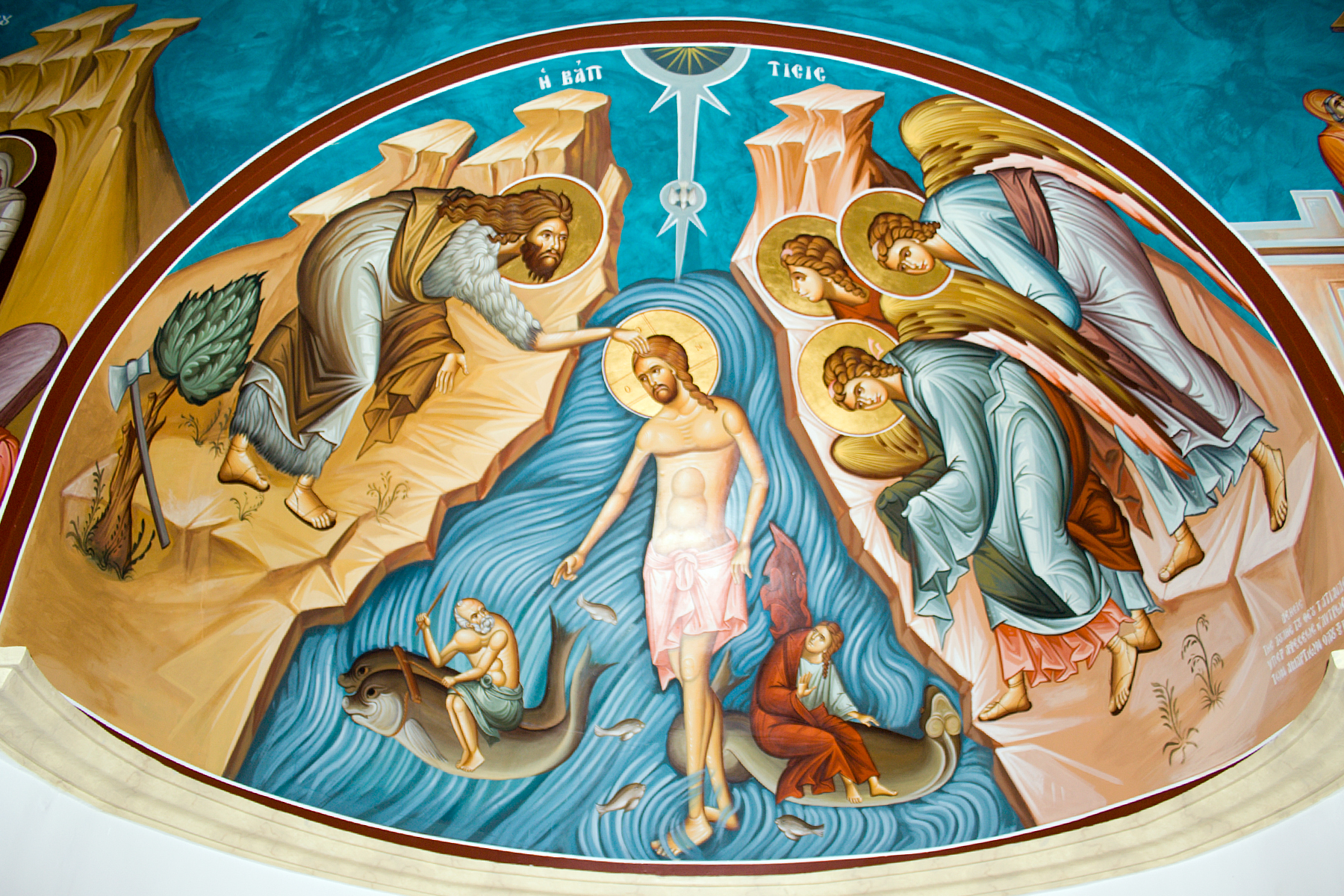
رسمة عماد يسوع المسيح في نهر الأردن

معمودية يسوع هي حادثة ذكرت في الإنجيل عندما قام يوحنا المعمدان بتعميد يسوع في نهر الأردن. وتروي الأناجيل أن الروح القدس ظهر من السماء على هيئة حمامة وانبعث صوت من السماء قائلا: «هذا هو ابني الحبيب الذي به سررت».
كان العماد، وهو الغطس في المياه الجارية بعد التوبة عن الخطايا رمزًا لولادة ثانية، حيث يموت الإنسان «ليولد من جديد» بشكل أقرب إلى الله؛ وهكذا فالتوبة تعطيه طهارة الروح والماء طهارة الجسد. وكانت عملية العماد منتشرة في بعض المجتمعات اليهودية قبيل المسيح ومنها جماعة الأسينيين، ولعلّ يوحنا المعمدان قد تأثر بهم حين بدأ دعوته على نهر الأردن. وكانت دعوة يوحنا تنستند إلى ضرورة التوبة والأعمال الصالحة (متى 3: 8) ورفض الشفاعة دون أعمال (متى 3: 9) والمساواة بين جميع الأمم (لوقا 3: 14)، وبيّن أنه ليس المسيح بل نبي يعدّ أمامة الطريق (لوقا 3: 15-16)، كما كانت علاقته بهيرودوس الملك سيئة للغاية، وبعد عماد يسوع بفترة قصيرة، سجن يوحنا ثم أعدم (لوقا 3: 20).
وفي هذه البيئة، قدم يسوع من الجليل ليعتمد على يد يوحنا، أما عماد يسوع فكان اعترافًا بخطيئة الأمة بأكملها كما فعل أنبياء كثر قبله كموسى ودانيال وعزرا، واتخذها نقطة انطلاق لدعوته العلنية من جهة ثانية، فكان أن أكمل ما بدأه يوحنا. وعند معمودية يسوع، حلّ عليه الروح القدس، روح الله، على هيئة طائر الحمام، في حين سمع صوت من السماء يعلن هذا ابني الحبيب الذي به سُررت تأييدًا لرسالته. وطبقًا لإنجيل لوقا، فإن يسوع كان له من العمر ثلاثين عامًا حين بدأ دعوته العلنية، وكان الكاهن حسب شريعة موسى يبدأ خدمته في سن الثلاثين (العدد 4: 3[وصلة مكسورة])، ويعتبر عمر الكهولة والنضوج، وقد سجّل الكتاب أن يوسف حين ملك على مصر (التكوين 41: 46) وكذلك داود حين ملك على فلسطين (صموئيل الثاني 5: 4)، كان لهما من العمر ثلاثين عامًا.